# Pojbuky
Pojbuky è un comune della Repubblica Ceca facente parte del distretto di Tábor, in Boemia Meridionale.